# 釣りバカ日誌18 ハマちゃんスーさん瀬戸の約束
『釣りバカ日誌18 ハマちゃんスーさん瀬戸の約束』（つりバカにっしじゅうはち ハマちゃんスーさんせとのやくそく）は、2007年9月8日公開（ロケ地の岡山県内では2007年8月25日から先行公開）の日本映画。釣りバカ日誌シリーズ第20作（レギュラーシリーズ第18作）。スーさんこと鈴木一之助（三國連太郎）が代表取締役会長に就任する。後任の代表取締役社長は堀田常務（鶴田忍）。
本作について監督の朝原は「今回は特に三國さん、スーさんの物語をやりたいと思っていた。」と語っており、「ゲストキャストのエピソードに2人が絡んでいく」というスタイルから、シリーズ当初の「ハマちゃんスーさんコンビの活躍を中心に描く」スタイルへの原点回帰がなされた。

## あらすじ
創業以来、始めはごく数人の社員しかいないちっぽけな会社から今や一大ゼネコンへと大きく成長を遂げた鈴木建設を1代で築き上げた社長の鈴木一之助ことスーさん。そんなスーさんは、経営面から一線を退く形でこのたび「会長」に就任した。ところが、自身の会長就任式の場で全社員を前に挨拶の言葉が見つからず頭が真っ白になり、ひとり壇上で立ち尽くしてしまう。そんな窮地を救ったのは、スーさんの釣りの師匠でもあり、鈴木建設のダメ社員でもあるハマちゃんこと伝助だった。伝助は観客席の側からスーさんへの感謝の気持ちを会場全体にぶち曲げ、彼に大きなエールを送ると、社員たちも次々と感謝の言葉を投げかけ、会場全体がたちまち拍手の渦が巻き起こる。その日の夜、スーさんは伝助の自宅を訪ね、伝助と伝助の妻・みち子に言葉が出なくなった悩みを打ち明ける。
就任式から数日後、スーさんが朝の散歩に出掛けたまま行方が分からなくなったと会社に連絡が届き、スーさんの後任として常務から昇進した堀田新社長をはじめとする鈴木建設の重役連中らは大騒ぎとなる。スーさんの妻・久江に「主人を探してほしい」と泣きつかれた伝助は、仮病を使って会社をズル休みすると、僅かな情報を手掛かりに岡山へと向かう。ところが、美しい瀬戸内海の海を眺めていると我慢が出来なくなり、スーさんを探しに来たはずの目的をすっかり忘れ、海岸で釣りを楽しんでしまう。そんな時、伝助はバッタリとスーさんに会ってしまう。その時スーさんは美しい女性と共にしていた。この女性の名は珠恵。スーさんはあの日以来自宅へは戻らず、フラフラと新幹線で岡山へやってきて、亡き親友の墓前へと手を合わせていたところ、珠恵の母・温子に声を掛けられ、温子が大黒を務める寺に身を寄せていたのだった。寺の境内からは一面に広がる美しい海と海岸が望め、まさに絶景であった。ところがそんな美しい海岸に大規模なリゾート計画が持ち上がっていた。珠恵をはじめ、彼女の恋人・昌平や昌平の幼馴染・木村ら町の住民らは、リゾート開発によって美しい自然が壊されてしまう事を懸念し、開発には断固反対。同情した伝助とスーさんであったが、そのリゾート開発の工事を町から請け負っている企業は何と‼自分たちの会社である鈴木建設だったと知り、思わず困惑してしまう伝助とスーさん。住民への説明会があると聞いたスーさんは、説明会に潜り込んで様子を探るよう伝助に依頼する。
後日、変装した伝助は、説明会の場において自分の上司である川島営業部長らを前に、愛する釣りのため、美しい海岸を埋め立ててはならないと、声高らかに開発計画反対を訴えるも、聞き入れてはもらえなかった。この大規模なリゾート開発計画の裏に、ある人物の影を感じ取ったスーさんは、伝助に極秘の指令を出す。

## キャスト
浜崎家
- 浜崎伝助（鈴木建設営業三課） - 西田敏行
- 浜崎みち子（妻） - 浅田美代子
- 浜崎鯉太郎（息子） - 持丸加賀

鈴木家
- 鈴木一之助（鈴木建設代表取締役会長） - 三國連太郎
- 鈴木久江（妻） - 奈良岡朋子

メインゲスト
- 木山珠恵（海蔵寺の一人娘・保育園勤務） - 檀れい
- 高原昌平（珠恵の恋人・写真館の二代目） - 高嶋政伸

鈴木建設
- 堀田智明（代表取締役社長） - 鶴田忍
- 秋山（代表取締役専務） - 加藤武
- 原口三郎（人事担当取締役）- 小野武彦
- 川島昭一（営業部長） - 村野武範
- 草森（秘書課長） - 中村梅雀
- 佐々木和男（営業本部次長） - 谷啓
- 舟木範夫（営業三課課長） - 益岡徹
- 鯛子（営業三課） - 平山あや
- いずみ（営業三課） - 鈴木美恵
- 浅利（営業三課） - 北山雅康
- 前原（運転手） - 笹野高史
- 野沢（関西支社第二設計部） - 増田英彦（ますだおかだ）
- 大内隆裕（中国支社営業部長） - 佐藤正宏

その他
- 太田八郎（ハマちゃんの隣人） - 中本賢
- 木山温子（珠恵の母） - 星由里子
- 木村（昌平の幼馴染） - 石田靖
- 藤原（檀家総代） - 渋谷天外
- 林（檀家役員） - 桂小金治
- 渋谷剛三 - 小沢昭一
- 渋谷の秘書 - 梅垣義明
- 大野義人（エメラルドエンタープライズ開発部部長） - 伊藤正之
- 作業員 - 安田大サーカス
- 藤井佳代子
- 植村喜八郎
- 加茂美穂子
- 佐藤泰
- 髙木稟
- 山本サトシ
- オーケイ
- 島崎伸夫
- 天田益男

## スタッフ
- 監督 - 朝原雄三
- 原作 - やまさき十三（作）、北見けんいち（画）（小学館「ビッグコミックオリジナル」連載）
- 製作総指揮 - 迫本淳一
- 製作 - 松本輝起
- プロデューサー - 瀬島光雄、深澤宏
- 脚本 - 山田洋次、朝原雄三
- 撮影 - 近森眞史 (J.S.C.)
- 美術 - 須江大輔
- 音楽 - 信田かずお
- 照明 - 土山正人 (J.S.L.)
- 録音 - 鈴木肇
- 編集 - 石島一秀
- スチール - 中原一彦
- 企画協力 - 日本映像（株）
- ロケ協力 - 『釣りバカ日誌18』岡山ロケ支援委員会、日本航空

## ロケ地
- ロケは2007年5月7日から始まり、6月1日まで岡山県倉敷市、笠岡市、瀬戸内市、高梁市、岡山市、鏡野町の6市町で行われた。

## 地上波放送履歴
| 回数  | テレビ局 | 番組名             | 放送日        |
| ----- | -------- | ------------------ | ------------- |
| 初回  | TBS      | 月曜ゴールデン     | 2009年1月19日 |
| 2回目 | TBS      | 月曜ゴールデン     | 2010年8月9日  |
| 3回目 | TBS      | 水曜プレミアシネマ | 2012年5月9日  |